# Katharine McCormick
Katharine Dexter McCormick (27 d'agost de 1875 – 28 de desembre 28 de 1967) va ser una biòloga dels EUA, sufragista, filantropa. A la mort del seu marit va heretar una part substancial de la fortuna de la família McCormick. Va finançar la major part de la recerca necessària per desenvolupar la primera píndola pel control de la natalitat.

## Biografia
Katharine Dexter va néixer el 27 d'agost de 1875 a Dexter, Michigan, a la mansió dels seus avis, Gordon Hall, i va créixer a Chicago on el seu pare, Wirt Dexter, era un advocat prominent. El 1890, després de la sobtada mort del seu pare d'un atac de cor a l'edat de 57 anys, i quan ella en tenia només 14, amb la seva mare Josephine es van traslladar a Boston. Quatre anys més tard, el seu germà Samuel va morir de meningitis amb 25 anys. El 1904 Katharine va obtenir el grau de biologia a l'Institut de Tecnologia de Massachusetts de dins 1904.
Tenia planejat assistir a la Facultat de Medicina però en comptes d'això el 15 de setembre de 1904 es va casar amb l'Stanley Robert McCormick, el fill més jove de Cyrus McCormick i hereu de la fortuna de l'Internacional Harvester. Un any més tard es van traslladar a una casa de Brookline, Massachusetts. La parella no va tenir fills.
Un dècada després de la seva graduació a la d'Universitat de Princeton, el 1895, on també havia estat un bon atleta i membre de l'equip de tennis, Stanley va començar a manifestar signes d'una malaltia mental que progressivament anava empitjorant. El setembre del 1906, va ser hospitalitzat per un any al McLean Hospital diagnosticat d'esquizofrènia.
Al juny de 1908, Stanley va ser traslladat a Montecito, Califòrnia, on la seva germana més gran, també esquizofrènica, Mary Virginia, hi havia viscut del 1898 al 1904 després va ser traslladat a un centre sanitari de Huntsville, Alabama. Allà, va ser examinat pel prominent psiquiatre alemany Emil Kraepelin i diagnosticat amb una forma de demència precoç. El 1909, Stanley va ser declarat legalment incompetent i la seva cura se la van repartir la Katharine i la familia McCormick.

## Activista pels drets de les dones
El 1909 McCormick va parlar en el primer certamen pel sufragi de les dones a Massachusetts. Va esdevenir vicepresidenta i tresorera de la National American Woman Suffrage Association i va finançar la publicació de l'associació Woman's Journal. McCormick va contribuir a molts dels esforços de Carrie Chapman Catt per obtenir la ratificació de la Dinovena Esmena. Mentre va treballar amb Catt va conèixer altres activistes socials, com Mary Dennett i Margaret Sanger. El 1920 McCormick esdevenia la vicepresidenta de la League of Women Voters.
Al llarg de la dècada dels 1920 Katharine McCormick va treballar amb Sanger sobre temes relacionats amb el control de natalitat i va portar de contraban diafragmes des d'Europa a Nova York per l'Oficina de Recerca Clínica de Sanger. El 1927 va ser l'amfitriona d'una recepció per les delegades que van assistir a la Conferència de la Població Mundial a la seva casa de Ginebra. En aquell any McCormick també es va decantar capa a l'endocrinologia per tal d'ajudar al seu marit, creient que la causa de la seva esquizofrènia era un funcionament defectuós de la glàndula suprarenal.

## Filantropa
Va crear la Fundació de Recerca Neuroendocrina a l'Escola de Medicina de Harvard i va subvencionar la publicació de la revista Endocrinology. Josephine, la mare de Katharine, va morir el 16 de novembre de 1937 a edat 91 deixant Katharine un patrimoni de més de 10 milions de dòlars. Uns anys més tard, el 19 de gener de 1947, va morir el seu marit deixant-li un patrimoni de més de 35 milions de dòlars. Va passar cinc anys que resolen la tramitació del seu patrimoni, gran part del qual va servir per pagar els impostos de transmissió.
El 1953 Katharine McCormick va conèixer a Gregory Goodwin Pincus. Des del 1951 Pincus havia estat treballant en el desenvolupament d'un mètode hormonal pel control de la natalitat. McCormick va acordar finançar la recerca de Pincus per la contracepció oral i junts van persuadir a John Rock per dur a terme proves amb essers humans conduir judicis humans. L'Administració d'Aliments i Fàrmacs (FDA) va aprovar el 1957 la venda de la píndola pels trastorns menstruals i el 1960 va afegir la contracepció en les seves indicacions. McCormick havia proveït gairebé la totalitat dels 2 milions de dòlars que es van necessitar per desenvolupar i provar la píndola anticonceptiva oral. Al llarg de la dècada de 1960s va continuar finançant la recerca pel control de la natalitat.
Mentre el MIT va ser mixt només podia proporcionar allotjament a unes 40 noies, per tant moltes de les noies que assistien al MIT s'havien d'allotjar amb famílies locals.
Per tal de proporcionar a les un lloc permanent al MIT, va donar els diners per fundar l'Stanley McCormick Hall, un dormitori exclusiu per noies que permetria albergar 200 estudiants. Sobre la construcció d'aquesta residència William Hecht, vicepresident de l'Association of Alumni and Alumnae of MIT va dir el 1961: "La visibilitat de les dones al MIT van ajudar a obrir les portes de la ciència i lenginyeria a una part gran de la població que abans que hi havia estat exclosa i demostrava sense cap obbra de dubte que al MIT els homes i les dones són iguals."
Després de la seva mort el 1967, a l'edat de 92 anys, en el seu testament va llegar 5 milions de dolars a l'Escola Universitària de Medicina de Stanford per donar suport a les metgesses, 5 milions al Planned Parenthood Federation of America, el qual va finançar la Biblioteca Katharine Dexter McCormick Biblioteca de Nova York, i 1 milió de dòlars a la Fundació Worcester de Biologia Experimental.
Katharine McCormick és un personatge a la novel·la de T.C. Boyle Riven Rock (1998) que tracta principalment sobre la malaltia mental del seu marit Stanley.
El 2000 es va incorporar a la Michigan Women's Hall of Fame.